# Кнутсен, Кьетиль
Кьетиль Кнутсен (норв. Kjetil Knutsen; род. 2 октября 1968, район Арна, Берген, Норвегия) — норвежский футбольный тренер, с 2018 года являющийся наставником команды «Будё-Глимт». Имеет образование учителя. При Кнутсене «Будё-Глимт» четыре раза стал чемпионом Элитсерии — до 2020 года клуб не становился чемпионом ни разу.

## Карьера тренера
До начала футбольной карьеры работал учителем в школе. Начал тренерскую карьеру в 1995 году, войдя в тренерский штаб норвежского клуба «Ховдинг» из пятого дивизиона. В 2004 году стал  руководителем отдела развития первой команды в «Бранне». В 2009 году присоединился к «Фюллингену», а через несколько лет стал главным тренером команды «Фюллингсдален», образованной после объединения «Фюллингена» и «Лёв-Хам». В 2014 году перешёл в «Осане».  
В январе 2017 года стал помощником тренера в команде «Будё-Глимт», в сезоне 2016 года вылетевшей во вторую лигу. В новом сезоне клуб занял первое место и был возвращён в Элитсерию. В 2018 году главный тренер команды Осмунн Бьёркан стал спортивным директором «Будё-Глимта», а его место занял Кнутсен. В первый сезон при новом наставнике команда заняла 11-е место, во второй сезон стала серебряным призёром, а в третий сезон — чемпионом, оторвавшись от ближайшего преследователя «Молде» на 19 очков. В 2021 году команда защитила титул чемпиона Элитсерии. Повторить успех вышло в 2023 и 2024 годах. Дебют тренера в еврокубках состоялся 27 августа 2020 года в матче квалификации Лиги Европы против «Жальгириса», закончившемся разгромной победой «Будё-Глимта» со счётом 6:1. 21 октября 2021 года команда сенсационно разгромила «Рому» со счётом 6:1 в матче группы C Лиги конференций. В сезоне 2024/25 клуб попал в плей-офф Лиги Европы, заняв 9-е место на общем этапе, выбил «Твенте», «Олимпиакос» и «Лацио», и таким образом прошёл в полуфинал, где уступил «Тоттенхэму». 

## Стиль тренерства
После прихода Кьетиля Кнутсена на пост главного тренера «Будё-Глимт» постепенно стал менять свой стиль игры на динамичный, атакующий, с высокой линией обороны и постоянным численным преимуществом над защитной линией соперника. Будучи наставником «Будё-Глимта», Кнутсен продемонстрировал навыки использования в игре команды индивидуальных способностей каждого футболиста.